# 尼古拉·萊亞利
尼古拉·萊亞利（義大利語：Nicola Leali；1993年2月17日—）是一位意大利足球運動員，在場上的位置是守門員。現效力於意甲球隊熱拿亞 。他也代表意大利U21國家隊參賽。